# Schlüsseldenkmal

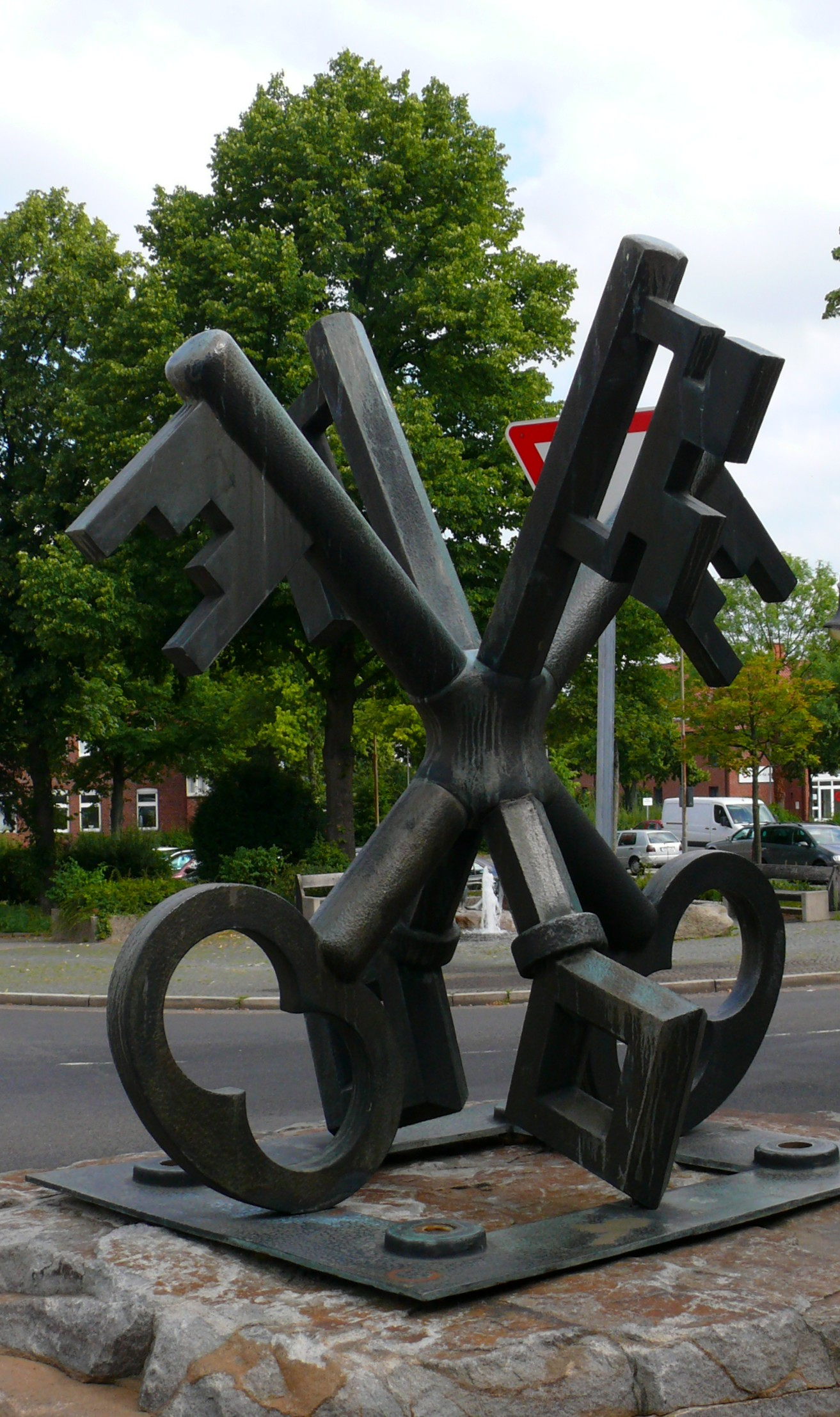
Das Schlüsseldenkmal unweit des Gänsemarktes im Jahre 2012, noch ohne den derzeitigen Sandsteinsockel

Das Schlüsseldenkmal, auch Schlüssel-Denkmal, engl. Crossed Keys Sculpture, ist ein Denkmal in der ostwestfälischen Stadt Lübbecke im Kreis Minden-Lübbecke in Nordrhein-Westfalen.

Wappen der ehemaligen britischen 2. Panzerdivision und späteren 2. Infanteriedivision, Schlüssel mit gerundetem Griff

Wappen der Stadt Lübbecke mit gekreuzten Schlüsseln, mit „eckigem“ Griff

Das Denkmal ist eine Erinnerung an die jahrzehntelange Stationierung britischer Streitkräfte nach dem Zweiten Weltkrieg auf dem Gebiet der Stadt. Die Bronzeskulptur auf dem Sockelquader stellt vier überdimensionierte Schlüssel dar, die je paarweise entweder senkrecht zu ihren flachen Seiten gekreuzt sind, oder sich aber durch Neigung ihrer langen Seiten (im Folgenden Stile genannt) kreuzen. Zwei haben ein eckiges Griffloch. Diese stehen für Lübbecke, bei den anderen beiden, jene stehen für die Briten, besteht es aus zweiten überlappenden Kreisen. Die Bärte der Schlüssel sind jeweils im alten Stil grob zackenartig mir rechteckigen Kanten. Der Stil der Schlüssel hat jeweils einen runden Querschnitt. Am Kreuzungspunkt ist dieser allerdings erhöht und abgerundet ausgeführt und es durchdringen sich alle Stile in diesem Bereich. Das Symbol wurde gewählt, weil sowohl Lübbecke als auch die britische Panzerdivision gekreuzte Schlüssel im Wappen hat.
Im Jahre 2017 erhielt das Denkmal im Zuge der Sanierung der Lübbecker Innenstadt einen neuen Sockel. Es handelt(e) sich dabei um einen 11,7 Tonnen schweren Felsblock aus Piesbergsandstein.

## Hintergrund
Am 3. April 1945 wurde Lübbecke von britischen Truppen ohne größeren Widerstand besetzt. Das nahe Bad Oeynhausen wurde Hauptquartier der britischen Besatzer und auch in Lübbecke wurden britische Verwaltungsinstanzen und militärische Stabsstellen beheimatet. Dazu wurden 251 von 432 Häusern in Lübbecke als Wohnraum für die Alliierten beschlagnahmt und abgeriegelt. Dazu wurde fast die ganze Innenstadt zu einer exterritorialen Zone, weil alle wesentlichen Verwaltungsgebäude der städtischen Infrastruktur an die Briten gingen. Das Finanzamt an der Kaiserstraße wurde als Sitz der britischen Zonenhauptverwaltung gewählt. Dieses Gebäude blieb auch nach Gründung der Bundesrepublik Sitz britischer Militärstäbe, zuletzt des Divisionsstabes der 2. Division, zuletzt des Hauptquartiers der 2. Britischen Panzerdivision, die 1983 abzog. Das Schlüsseldenkmal auf dem Gänsemarkt erinnert an „den Aufenthalt des Hauptquartiers der 2. britischen Panzerdivision in Lübbecke 1958 – 1982. … Die 2. Panzerdivision und die Stadt Lübbecke haben gekreuzte Schlüssel als Emblem. Die doppelt gekreuzten Schlüssel der Skulptur symbolisieren die enge Freundschaft, die zwischen dem Hauptquartier und der Stadt während dieses Zeitraums bestand.“
Die britische 2. Division wurde zunächst mit der 36. Division verschmolzen und im Februar 1947 in St. David’s Barracks in Hilden in Deutschland aufgebaut. Sie wurde dann mit der aufgelösten 6. Panzerdivision im Jahr 1958 verschmolzen und verlegte dann (Abschluss im September 1959) nach Lübbecke in die Tunis Barracks in Lübbecke. In den frühen 1970er Jahren bestand sie aus der 4. Panzerbrigade und der 12. Mechanisierten Brigade, aber 1976 wurde die 2. Division zur 2. Panzerdivision umstrukturiert. Die Abschiedsparade auf dem Marktplatz zu Lübbecke fand am 12. November 1982 unter Beisein des Bürgermeisters statt.
Zum Schluss (Stand 1976) umfasste die Division 8.500 aktive Soldaten, wovon allerdings nur ein kleiner Teil (u. a. der Divisionsstab im alten Finanzamt, eine Fernmeldebataillon in den Tunis Barracks) in Lübbecke stationiert war.